# Los reyes del show
Los reyes del show fue un programa televisivo mexicano que se transmitió en dos emisiones el 7 y el 14 de diciembre de 2008, por la cadena Televisa, fue producido por Rubén Galindo y Santiago Galindo y conducido por Adal Ramones. Al igual que El show de los sueños dos soñadores y un famoso competían en baile y canto para ganar el premio de un millón de dólares y una casa. Los participantes fueron los tres finalistas de El Show de los sueños:Sangre de mi sangre, los equipos de Pee Wee, Gloria Trevi y Kalimba, además de los tres finalistas de El Show de los sueños: Amigos del alma, los equipos de Priscila Paiz, Alan Estrada y Flex. Los ganadores de la competencia fueron Pee Wee y las hermanas Fuentes.

## Jurado
El jurado que calificó el desempeño en la disciplina de canto estuvo integrado por conocidos cantantes y compositores como: Amanda Miguel, Kiko Campos, Fato y Ricardo Montaner. El jurado de baile estuvo conformado por: Emma Pulido, Félix Greco, Bibi Gaytán y Latin Lover.

## Participantes y posiciones
Entraron directamente a la etapa de semifinales de la competencia. Durante la final de El show de los sueños: Amigos del alma se realizó un duelo de Hip Hop en el cual compitieron los tres grupos de la primera temporada contra los tres de la segunda, con el fin de obtener los 3 puntos de ventaja en la tabla de posiciones de la siguiente semana (la primera gala de Los reyes del show). En la primera gala, efectuada el 7 de diciembre de 2008, se eliminó un equipo, el del cantante Flex. En la segunda gala, efectuada el 14 de diciembre, se eliminaron dos equipos más, los de Alan Estrada y Priscila. Finalmente se decidieron esa misma noche los tres primeros lugares. Pee Wee y las hermanas Fuentes, quienes obtuvieron el primer lugar, ganaron un millón de dólares y una casa. Gloria Trevi y los Arredondo, que obtuvieron el segundo lugar, obtuvieron respectivamente un crucero y un viaje a Cuba, ambos con gastos pagados. Kalimba y su equipo obtuvieron el tercer lugar.
| Famoso       | Soñadores       | Temporada           | Sentencias | Estatus                  |
| ------------ | --------------- | ------------------- | ---------- | ------------------------ |
| Pee Wee      | Las Fuentes     | Sangre de mi Sangre | 0          | Ganadores                |
| Gloria Trevi | Los Arredondo   | Sangre de mi Sangre | 0          | Segundo lugar            |
| Kalimba      | Los Olvera      | Sangre de mi Sangre | 1          | Tercer lugar             |
| Priscila     | Los Chucitos    | Amigos del Alma     | 1          | Tercer equipo eliminado  |
| Alan Estrada | Los Mosqueteros | Amigos del Alma     | 1          | Segundo equipo eliminado |
| Flex         | Las Acereras    | Amigos del Alma     | 0          | Primer equipo eliminado  |